# 康永和

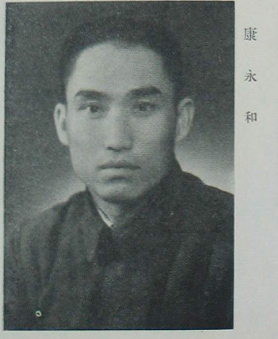
康永和近照

康永和（1915年—2013年12月17日），山西交城人，中华人民共和国政治人物。
1949年4月后，任太原市委常委、市总工会主席。后升任山西省总工会主席。1954年，当选第一届全国人民代表大会代表。后升任华北劳动局局长。1975年，担任国家劳动总局局长，后担任国家计委副主任。1996年离休。2013年去世。